# Holzbrunnen Valendas

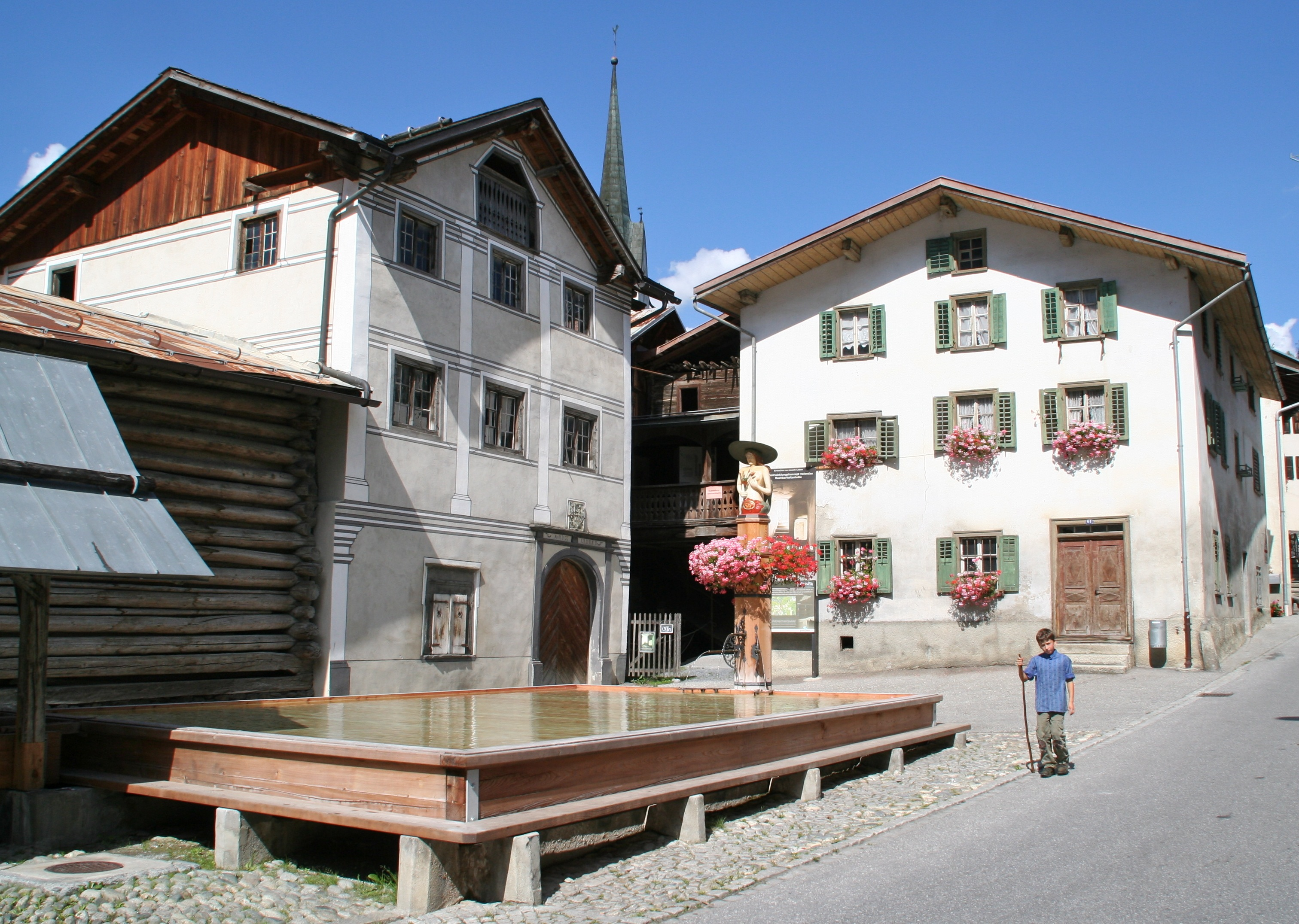
Hölzerner Brunnen, links das Grauhuus, rechts des Engihuus

Der Holzbrunnen in Valendas im schweizerischen Kanton Graubünden gilt als einer der grössten Holzbrunnen Europas. Er stammt aus dem Jahr 1760 und steht seit 1981 unter kantonalem Denkmalschutz.

## Beschreibung

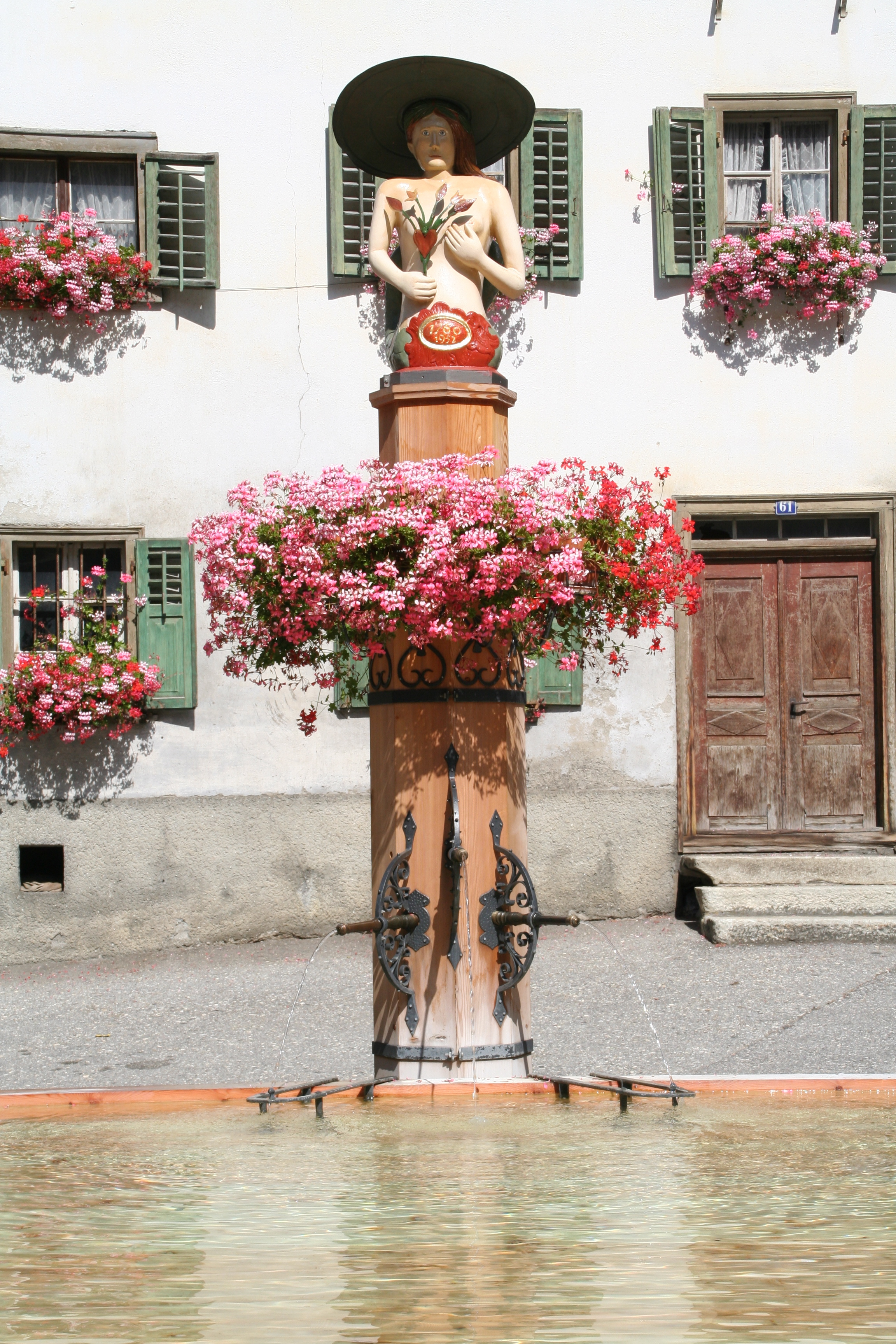
Brunnenstock mit Nixe

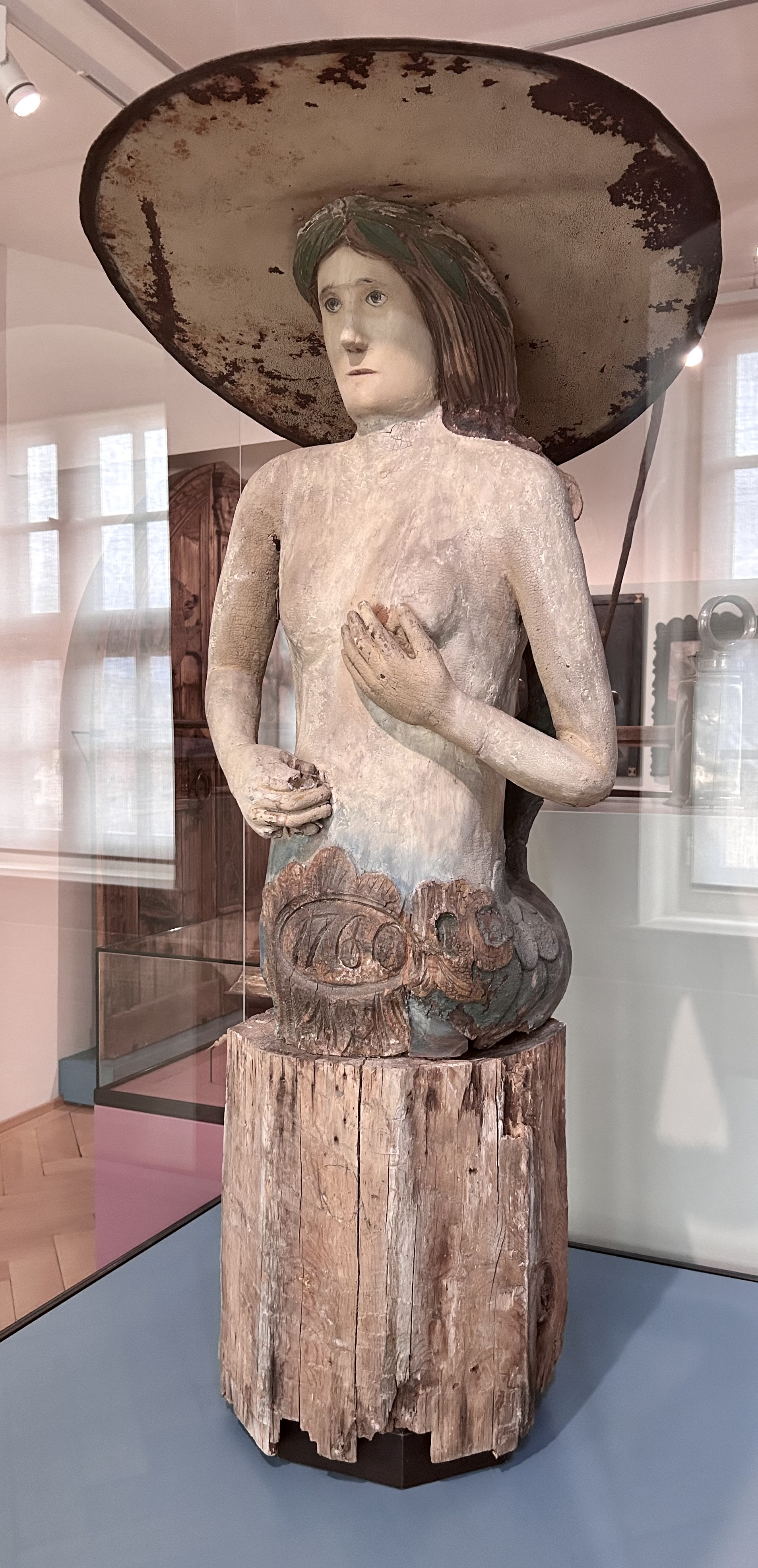
Original im Rätischen Museum Chur

Der Brunnen ist der grösste der dreizehn Brunnen des Dorfes Valendas. Er steht mitten im Dorf an der Strasse von Ilanz nach Versam. Das Wasser fliesst aus drei metallenen Röhren aus dem 2,30 Meter hohen Brunnenstock in das Hauptbecken und anschliessend über zwei Holzrinnen in ein 3,50 Meter langes und 1,30 Meter breites Waschbecken, das mit einem Satteldach gedeckt ist. Das grosse Becken misst 4,80 × 7,80 Meter und ist 40 Zentimeter tief. Sein Fassungsvermögen beträgt gut 15’000 Liter. Der Brunnen wurde auf kreuzweise unter dem Brunnenbecken ausgelegten Holzbalken erstellt. Dadurch entstand unter dem Brunnen ein Freiraum, durch den Luft zirkulieren konnte, was die Bodenfeuchtigkeit minderte.

## Die Brunnenfigur
Die hölzerne bemalte Figur auf dem Brunnenstock stammt aus der Erbauungszeit und zeigt eine doppelschwänzige Meerjungfrau mit einem metallenen Florentinerhut. Es handelt sich um eine Kopie; das Original wurde 1953 in die Sammlung des Rätischen Museums überführt, um es vor Witterungseinflüssen zu schützen.
Die Herkunft der Figur ist unklar. Gemäss den Akten des Museums wurde sie von Oberst Johann Peter Marchion (1695‒1766) gestiftet. Geschnitzt worden sei sie 1760 vom einheimischen Kunsthandwerker Hans Bonadurer (1717‒1788).

## Zweck
Bis zum Ende des 19. Jahrhunderts war der Brunnen die einzige Wasserquelle im Dorf und damit eine der wichtigsten Einrichtungen im Dorf; erst um die Jahrhundertwende wurden drei weitere Brunnen gebaut. Noch bis in die 1930er-Jahre diente der Brunnen zur Wasserversorgung der umliegenden Häuser, dann wurden die Haushalte an die Wasserversorgung angeschlossen.
Im Winter wurde jeweils zweimal täglich das Vieh zur Tränke geführt; oft sollen sich über 100 Tiere um den Brunnen gedrängt haben. Die um den Brunnen führende Stufe diente Schafen und Ziegen als Zugang. Das kleine Becken wurde für die Wäsche und andere Reinigungsarbeiten genutzt.
Heute ist der Brunnen das Wahrzeichen des Dorfes. Er dient Wanderern und Radfahrern als Trinkgelegenheit und Kindern als Spielplatz.

## Geschichte
Über die Entstehungsgeschichte des Brunnens ist nichts bekannt. Gebaut wurde er um 1760 aus Lärchenholz, das aus den eigenen Wäldern stammte. In den Jahren 1850, 1892, 1919, 1952, 1979 und 2011 wurde er jeweils durch einen neuen ersetzt. Das Lärchenholz für den jetzigen Brunnen wurde am 2. Februar 2008 als Mondholz bei abnehmendem Mond in einheimischem Wald geschlagen und zwei Jahre lang gelagert. Zum Schutz gegen Verwitterung wurde er mit einer Beschichtung aus Glasfasergewebe und Epoxidharz geschützt. Die Brunnenfigur wurde durch Jörg Joos aus Andeer restauriert.
Die Renovation wurde ermöglicht durch einen Beitrag der Ernst und Hanna Hauenstein-Stiftung

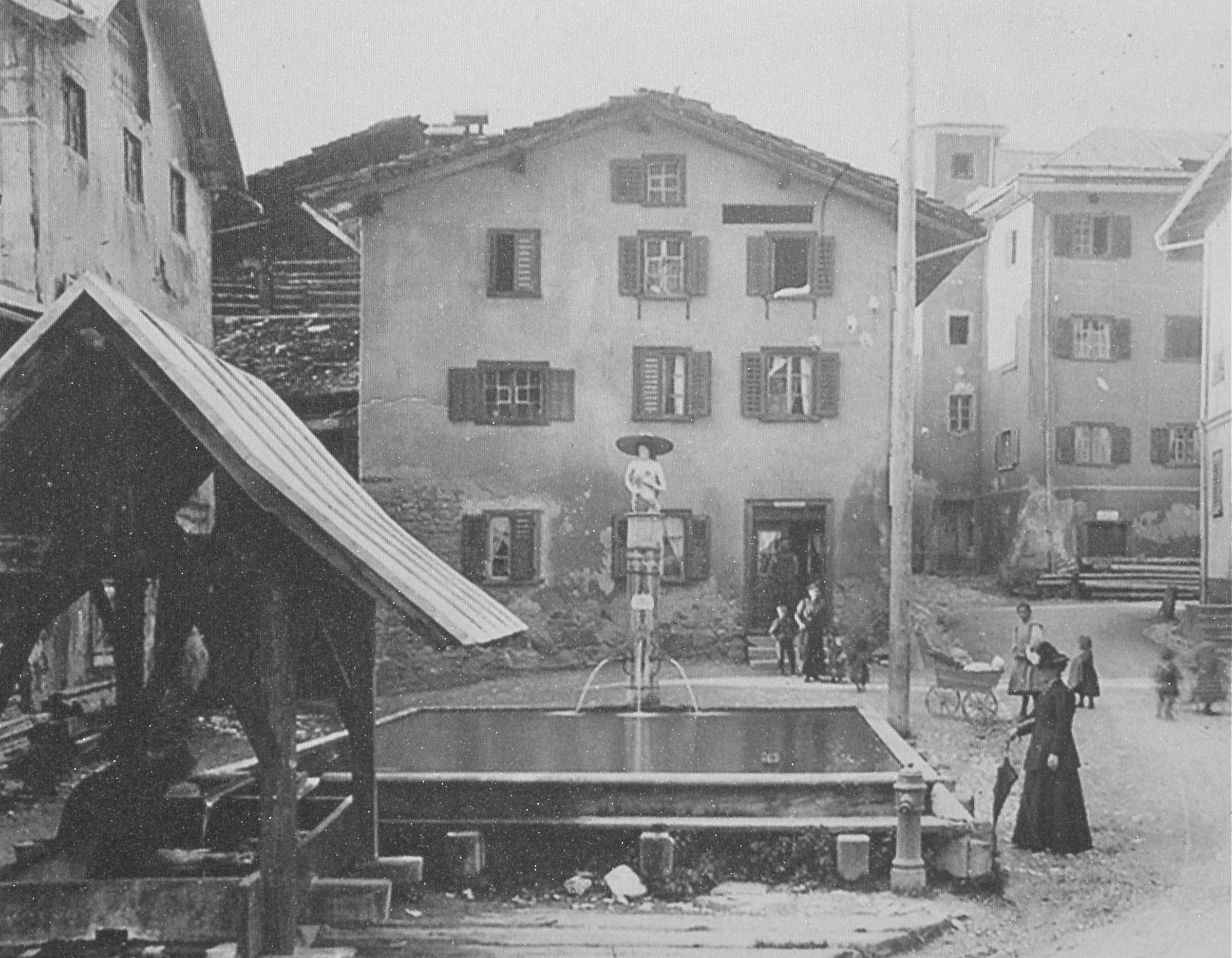
Um 1900
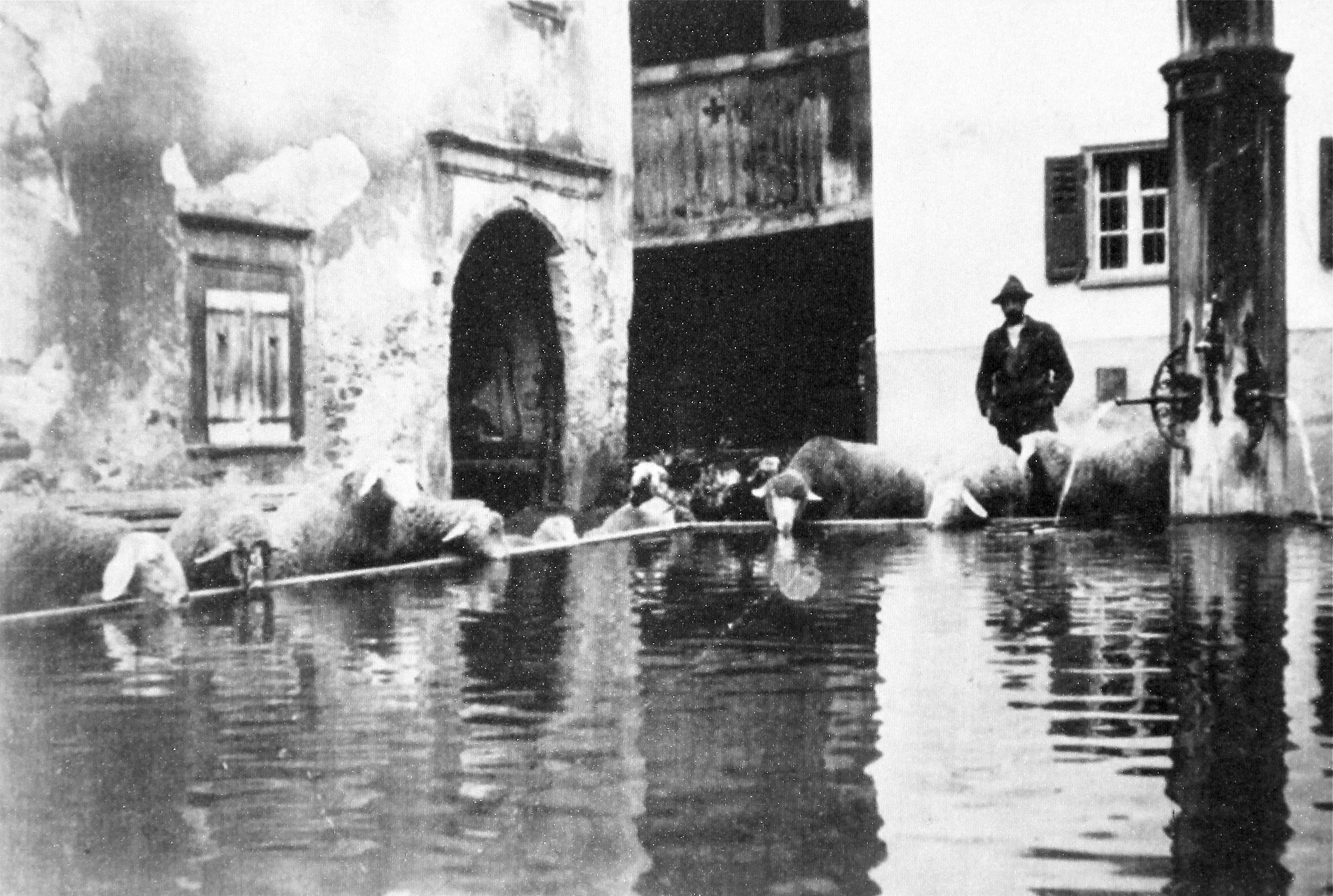
Schafe werden getränkt
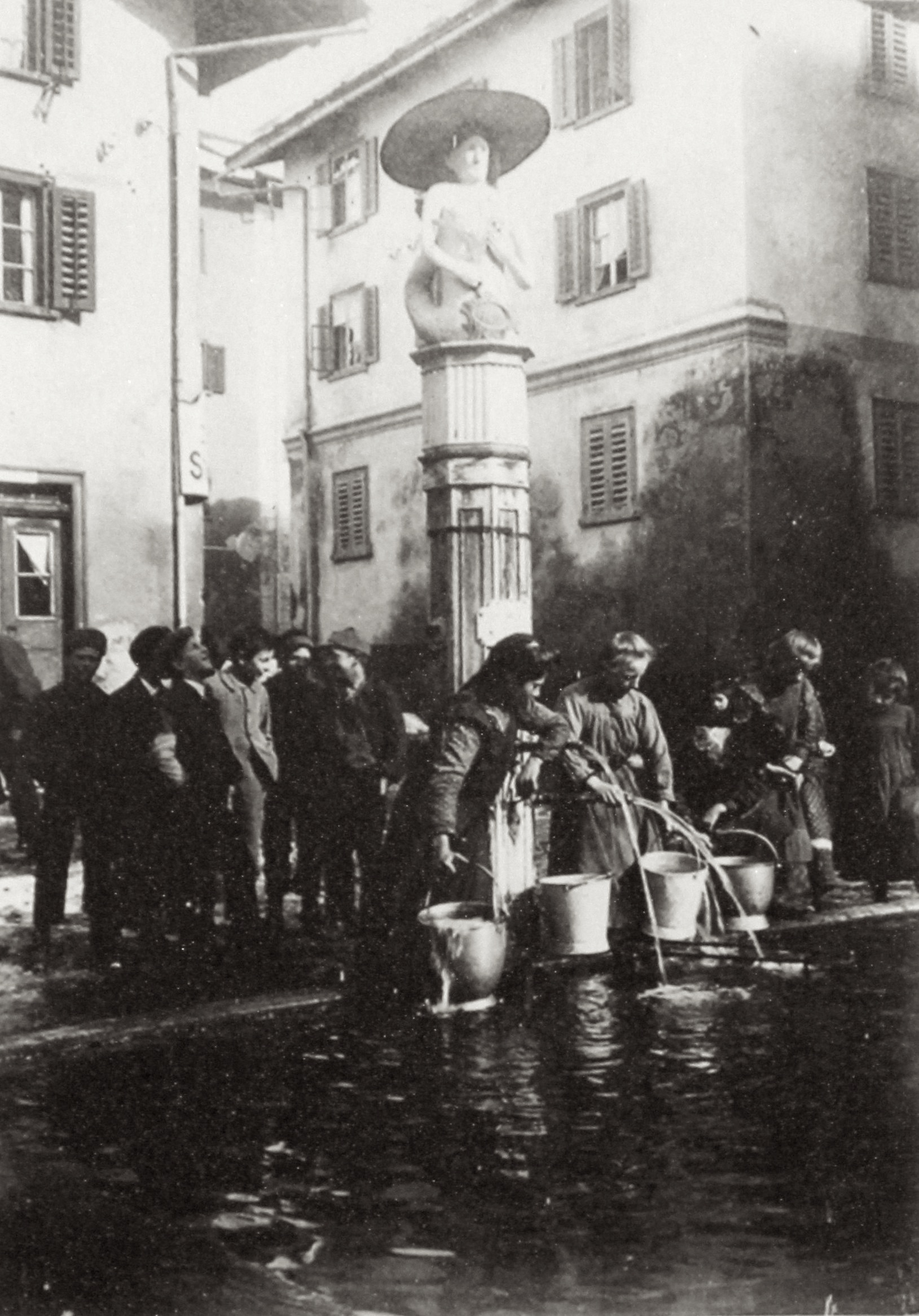
Wasserholen

## Literatur

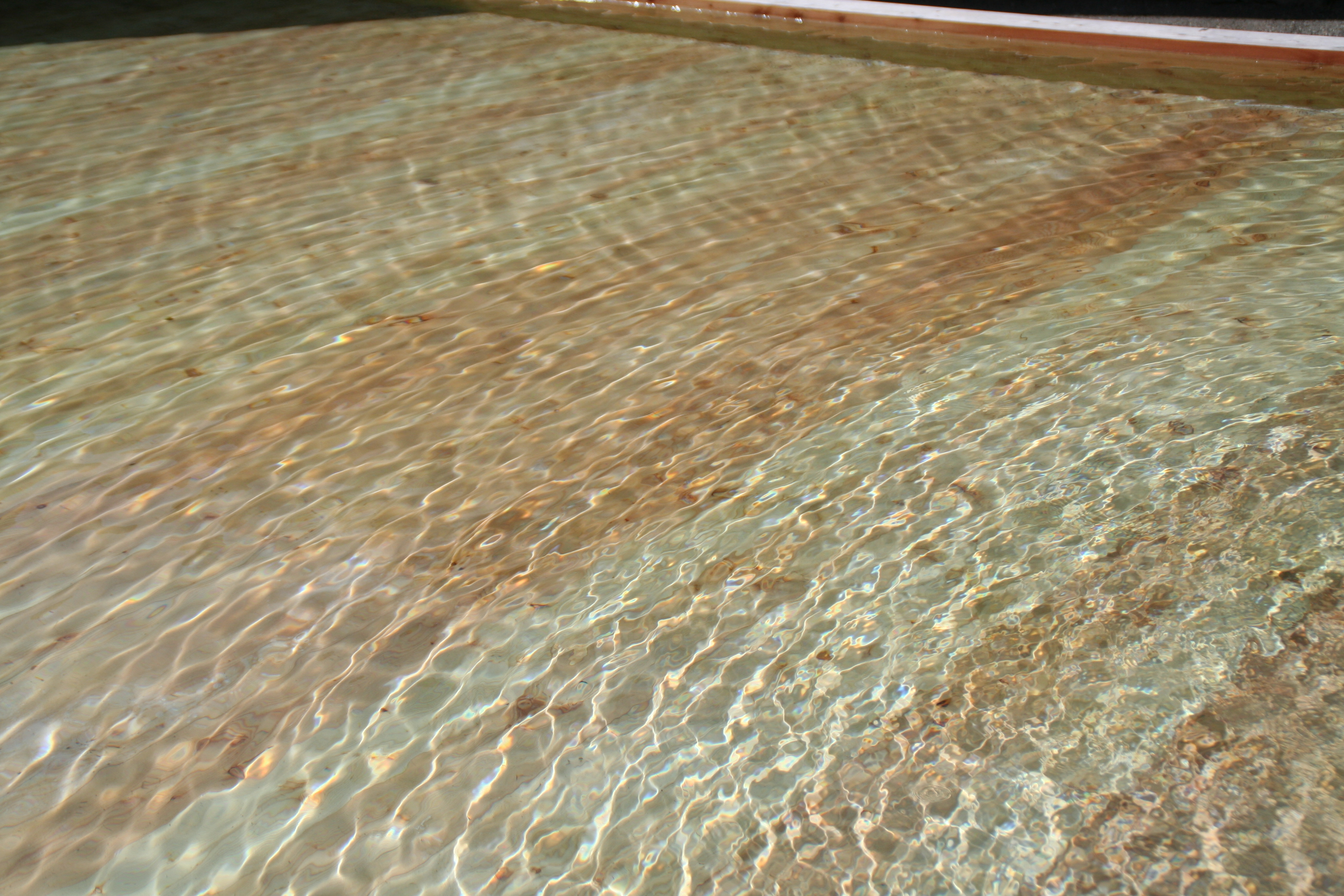
Blick in den neuen Trog